# Societat Catalana de Tecnologia
La Societat Catalana de Tecnologia és una filial de l'Institut d'Estudis Catalans, creada el 1986 com a continuació de la Secció d'Enginyeria de la Societat Catalana de Ciències Físiques, Químiques i Matemàtiques.
Entre les seves activitats es destaquen els cursos organitzats en col·laboració amb la Consell Interdepartamental de Recerca i Innovació Tecnològica (CIRIT) de la Generalitat de Catalunya, i l'edició de diverses publicacions com el seu Butlletí i les monografies. A més, cada any convoca un premi per a estudiants.